# Галено (Бреша)
Галено (итал. Galleno) је насеље у Италији у округу Бреша, региону Ломбардија.
Према процени из 2011. у насељу је живело 366 становника. Насеље се налази на надморској висини од 989 м.